# Alice Schnorf-Steiner
Alice Schnorf-Steiner, née le 2 mai 1904 à Lausanne et morte le 24 mars 1993 à Seillans, est une conservatrice de paléontologie au Musée cantonal de géologie vaudoise.

## Biographie
Alice Steiner fait ses études secondaires et gymnasiales à Vevey, Bâle et Lausanne et passe son baccalauréat en 1924. En 1928, elle obtient sa licence ès sciences à l'Université de Lausanne. Son étude de morphologie glaciaire menée pour son diplôme est primée en 1929. Alice Steiner travaille ensuite sous la direction de Maurice Lugeon à l'étude paléontologique des Stromatopores secondaires et passe son doctorat sur cette matière en 1931. Mariée et mère de famille, elle abandonne la recherche géologique pour d'autres tâches tout en gardant le contact avec les sciences.
Alice Schnorf-Steiner reprend son activité scientifique en 1952 après le décès de son mari comme conservatrice de paléontologie au Musée cantonal de géologie jusqu'en 1966, année de sa retraite. Elle mène le classement des collections, engrange les récoltes des fouilles, et rénove la salle de paléontologie qu'elle réorganise de manière didactique et dont elle met en valeur les riches collections, entre autres en élaborant un fichier des types et des originaux. Alice Schnorf-Steiner publie encore plusieurs articles sur l'aride question des stromatopores, « ces organismes si frustes, animés d'une vie quasi minérale, issus obscurément du fond de la mer et du fond des âges ».
Membre de la Société vaudoise des sciences naturelles, elle en sera la première femme présidente en 1958-1960. Elle contribue aussi à autonomiser la Société de paléontologie jusqu'alors rattachée à la Société de géologie.

## Sources
- « Alice Schnorf-Steiner », sur la base de données des personnalités vaudoises sur la plateforme « Patrinum » de la Bibliothèque cantonale et universitaire de Lausanne.
- Aymon Baud, "Alice Schnorf-Steiner 1904-1993", in Bulletin de la Société vaudoise des sciences naturelles, 82 (1993), p. 301-307.